# برلانکور (اسن)
برلانکور (به فرانسوی: Berlancourt) یک کمون در فرانسه است که در ان (ا-دو-فرانس) واقع شده‌است. برلانکور ۵٫۲ کیلومتر مربع مساحت دارد ۱۴۰ متر بالاتر از سطح دریا واقع شده‌است.